# SS Las Choapas
Le SS Las Choapas est un pétrolier construit en 1898. 

## Historique
Il a été commandé à l'origine par la Standard Oil of New Jersey et construit par la Delaware River Iron Ship Building and Engine Works (en) de Chester en Pennsylvanie. Sous le nom de SS Atlas, il sert pendant la Première Guerre mondiale avant d'être vendu dans les années 1920 à la société italienne Ditta G.M. Barbagelata de Gênes.
Il est saisi alors qu'il est amarré à Tampico, au Mexique, le 8 décembre 1941 par le gouvernement mexicain et renommé SS Las Choapas, pour être exploité par Petróleos Mexicanos (Pemex).
Dans l'après-midi du 27 juin 1942, le Las Choapas est touché par une seule torpille tirée par le sous-marin allemand U-129 et coule à l'Est de Tecolutla, dans l'État du Veracruz.
Las Choapas est également le nom d'une ville établie l'État de Veracruz.